# Fabrizio Ravanelli
Fabrizio Ravanelli (Perugia, Provincia de Perugia, 11 de diciembre de 1968) es un exfutbolista y entrenador italiano. Jugaba en la posición de delantero y terminó su carrera en el AC Perugia de la Serie C1/B de Italia. Como entrenador dirigió al AC Ajaccio.

## Carrera como futbolista

### Inicios
Ravanelli se inició en las categorías inferiores del Perugia donde comenzó a jugar con 15 años, debutaría en 1986, en la Serie C, Ravanelli disputó 90 partidos y marcó 35 goles, tras una breve estancia en el US Avellino de la Serie B, Ravanelli fichó por el Casertana, en 1990 fichó por la Reggina de la Serie B, donde en dos temporadas disputó 27 partidos marcando 12 goles.

### Juventus
Siendo observado por el entrenador de la Juventus, Giovanni Trapattoni, Ravanelli fichó por la Juventus de Turín para la temporada 1992-93, solo en su primera temporada ya ganó la Copa de la UEFA al vencer la Juventus al Borussia Dortmund en la final.
Para la temporada 1994-95, con la llegada del nuevo entrenador Marcello Lippi, Ravanelli ganó un Scudetto y una Copa de Italia. A la siguiente temporada, Ravanelli y la Juventus ganaron la UEFA Champions League al vencer al AFC Ajax en la final. Al final de dicha temporada, Ravanelli ficha por el Middlesbrough FC.

### Inglaterra, Francia y retorno a Italia
Su temporada en la Premier League fue fructífera, disputando 34 partidos y marcando 17 goles, aun así, no pudo evitar el descenso del Boro a la First Division.
Tras el descenso de su club, Ravanelli fichó por el Olympique de Marsella de la Ligue 1, allí estaría dos temporadas disputando 65 encuentros y marcando 27 goles. En 1999, Ravanelli regresa a la Lazio, en su primer año conquistó el Scudetto y la Copa de Italia, al año siguiente, ganaría la Supercopa de Italia.

### Regreso a Inglaterra, Escocia y el retiro
En 2001, Ravanelli vuelve de nuevo a Inglaterra, fichando por el Derby County, por el Coventry City y por el Dundee United, marcando 20 goles entre las tres temporadas. En 2004, Ravanelli retorna al Perugia, el club de sus orígenes, Ravanelli disputó la última temporada del Perugia en la Serie A.

### Selección nacional
Ha sido internacional con la selección de fútbol de Italia en 22 ocasiones y marcó 8 goles.

## Carrera como entrenador
Comenzó siendo responsable de las categorías inferiores de la Juventus FC. El 8 de junio de 2013 es contratado como nuevo técnico del AC Ajaccio. Sin embargo, fue despedido tras sólo 12 partidos en la Ligue 1 2013/14, debido a que el equipo ocupaba puestos de descenso.

## Clubes

### Como jugador
| Club                        | País       | Año       |
| --------------------------- | ---------- | --------- |
| AC Perugia                  | Italia     | 1986-1989 |
| US Avellino                 | Italia     | 1989      |
| Caserta Calcio              | Italia     | 1989-1990 |
| Reggina Calcio              | Italia     | 1990-1992 |
| Juventus                    | Italia     | 1992-1996 |
| Middlesbrough Football Club | Inglaterra | 1996-1997 |
| Olympique de Marsella       | Francia    | 1997-1999 |
| SS Lazio                    | Italia     | 1999-2001 |
| Coventry City               | Inglaterra | 2001      |
| Derby County Football Club  | Inglaterra | 2001-2002 |
| Coventry City               | Inglaterra | 2002-2003 |
| Dundee FC                   | Escocia    | 2003      |
| AC Perugia                  | Italia     | 2004-2005 |

### Como entrenador
| Club            | País    | Año  |
| --------------- | ------- | ---- |
| AC Ajaccio      | Francia | 2013 |
| FC Arsenal Kiev | Ucrania | 2018 |

## Palmarés

### Campeonatos nacionales
| Título              | Club              | País   | Año       |
| ------------------- | ----------------- | ------ | --------- |
| Serie A             | Juventus de Turín | Italia | 1994-95   |
| Copa Italia         | Juventus de Turín | Italia | 1994-1995 |
| Supercopa de Italia | Juventus de Turín | Italia | 1995      |
| Serie A             | SS Lazio          | Italia | 1999-00   |
| Copa Italia         | SS Lazio          | Italia | 1999-2000 |
| Supercopa de Italia | SS Lazio          | Italia | 2000      |

### Copas internacionales
| Título                | Club              | País   | Año     |
| --------------------- | ----------------- | ------ | ------- |
| Copa de la UEFA       | Juventus de Turín | Italia | 1992-93 |
| UEFA Champions League | Juventus de Turín | Italia | 1995-96 |
| Supercopa de Europa   | SS Lazio          | Mónaco | 1999    |